# Pleocasi

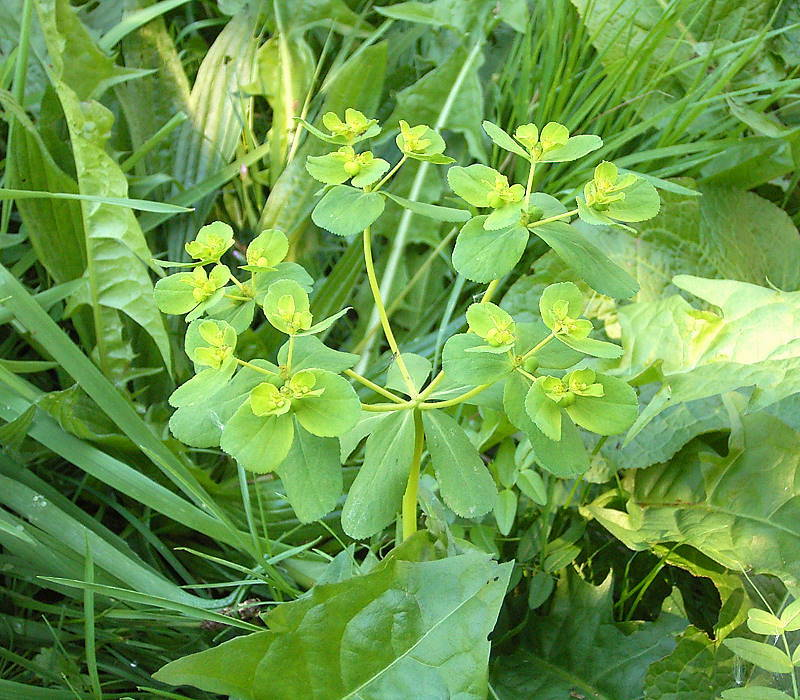
Pleocasi de lleterola (Euphorbia helioscopia)

S'anomena pleocasi a la cima multípara en la que cada eix dona origen a més de dues branques verticil·lades. La floració és centrífuga, de manera que les flors més properes a l'eix central maduren abans que les perifèriques. Aquest tipus d'inflorescència és típic de les lletereses europees.